# گره هندسی
نقش هندسی، که اهل فن آن را» گره «می‌نامند، یک شاخه از هنر نقش‌پردازی اسالمی را تشکیل می‌دهد. گره بافت‌های گوناگونی از شکلهای منظم هندسی است، بافت‌های پیچیده‌ای که همگی ترکیبی منظم و همگن دارند و می- توانند از همه سو گسترش یابند بدون آنکه ترکیب هماهنگ آنها دستخوش تغییر شود
گره‌ها نوعی از تزیین معماری ایرانی هستند و براساس قاعده معینی با استفاده از خطوط مستقیم شکل می‌گیرند و آلت‌های گره را به وجود می‌آورند. گره روی کلیه سطوح مستوی و
منحنی و با انواع مصالح مختلف از چوب و عاج و گچ و کاشی و آجر و سنگ به تنهایی یا مخلوط آنها قابل اجرا است
هندسه در دنیای سنت جایگاهی ویژه و ممتاز داشته‌است و در بسیاری از علوم مختلفی نظیر علوم و معارف دینی و در آثار معماری کاربرد داشته‌است. هندسه یکی از شاخصه‌های معماری ایرانی و هنر اسالمی است. اما متأسفانه در معماری معاصر ایرانی هندسه و هنرهایی مانند: گره چینی دیگر جایگاه گذشته را ندارد و همچنین محدود بناهای به جا مانده نیز در حال نابودی می‌باشند. شهر تاریخی ماسوله نیز یکی از محدود فضاهای زیستی می‌باشد که در آن تزئینات گره چینی همچنان حفظ شده‌است. بیشترین الگوی استفاده شده در شهر تاریخی ماسوله عبارتند از: شمسه هشت و گره هشت و چهار. یافته‌های تحقیق در زمینه عوامل تأثیرگذار بر شکل‌گیری طرح گره چینی نشان دهنده آن است که عقاید دینی مذهبی فرهنگی) اسالمی (در مفاهیم شکل‌گیری گره‌ها مؤثر بوده که بیشترین عامل تأثیرگذار را می‌توان عامل مذهبی دانست؛ که پس از حذف پیکره‌های انسانی از بناها موجب به وجود آمدن هنرهای انتزاعی و هنرهای هندسی که به روش‌های مختلفی در تزئینات بناها مورد استفاده قرار گرفته‌است. در هنر گره چینی از نمادهایی مانند: نقش شمسه) خورشید (نقش دایره، چلیپا و نقش گل هشتپر که هر کدام از معانی خاصی برخوردار هستند را می‌توان در غالب گره چینی در تزئینات خانه‌های سنتی ماسوله به وفور مشاهده نمود. همچنین به دلیل وجود منابع عظیم درختان
و وجود صنعتگران زبده در عرصه کار با چوب و سازگاری بناهای چوبی در استان گیلان، شاهد ساخت خانه‌های چوبی و تزئینات چوبی فراوانی در استان و شهر تاریخی ماسوله می‌باشیم. خانه‌های سنتی ماسوله نیز به دلیل وجود استادکاران و نجاران متعدد محلی، از تزئینات چوبی فراوانی بهرمند شده‌اند. محله کشهسر علیا خود به تنهایی دارای۱۳ نوع الگوی
گره چینی متفاوت می‌باشد. بیشترین الگو استفاده شده در تزئینات گره چینی: هشت و چهار و شمسه هشت می‌باشد. در ضمن با بررسی تزئینات پنجره‌ها و در قسمت سر بریه) پنجره بالایی (و بریه) پنجره بزرگ (شاهد بیشتر بودن الگوهای سربریه نسبت به بریه می‌باشیم، سربریه درای ۱۰ الگو گره چینی می‌باشد، که بیشترین گره مورد استفاده نیز هشت و
چهار می‌باشد.